# Szent sügér
A szent sügér (Anthias anthias) a sugarasúszójú halak (Actinopterygii) osztályának sügéralakúak (Perciformes) rendjébe, ezen belül a fűrészfogú sügérfélék (Serranidae) családjába tartozó faj.

## Előfordulása
A szent sügér elterjedési területe az Atlanti-óceán keleti része és a Földközi-tenger. Ez a halfaj megtalálható Portugáliától Angoláig, beleértve az Azori-szigeteket is. A szent sügért már észrevették Namíbia északnyugati partjainál is.

## Megjelenése
Ez a halfaj általában 15 centiméter hosszú, de akár 27 centiméteresre is megnőhet.

## Életmódja
A szent sügér tengeri halfaj, amely a korallzátonyok közelében él. 300 méteres mélybe is lemehet, de általában, csak 30-50 méteres mélységben tartózkodik. A köves, kavicsos és korallos helyeket kedveli. Vízalatti üregekbe és hasadékokba bújik el. Éjszaka vadászik. Tápláléka rákok és kisebb halak.

## Felhasználása
Az ember ipari mértékben halássza. A sporthorgászok is kedvelik. Több városi akváriumban is látható.